# Chiesa di Sant'Antonio Abate (Iglesias)
La chiesa di Sant'Antonio Abate è un edificio religioso di Iglesias.

## Storia e descrizione
La chiesa è fra gli edifici di culto precedenti l'erezione della città stessa e risale quindi a un periodo antecedente al 1258. Sorta sull'altura, in prossimità della valle del Cixerri, doveva costituire il fulcro di un piccolo villaggio. L'edificio, molto rimaneggiato nel tempo, presenta una facciata semplice ricoperta con tetto a capanna che segue gli schemi di tipo bizantino. Dal prospetto è intuibile l'antico impianto del monumento, di cui oggi rimane segno nella costruzione a destra adibita a sacrestia: i locali hanno assorbito una delle tre navate da cui doveva essere costituito l’impianto originario. All’interno si trova un’aula quadrangolare abbastanza ridotta, dove i quattro archi a tutto sesto individuano quattro campate; in fondo la grande abside a ferro di cavallo.